# サンドラ・シュミット
サンドラ・シュミット（Sandra Schmitt、1981年4月26日 - 2000年11月11日）は、ドイツの女子モーグル選手である。
1999年3月にスイスのマイリンゲン・ハスリベルクで開催された第7回フリースタイルスキー世界選手権のデュアルモーグルで優勝するなど、世界のトップクラス選手として活躍していた。しかし、2000年11月11日にオーストリアのカプルンで発生したケーブルカー火災事故に遭遇して死去している。

## 経歴

### 生い立ち
メルフェルデン＝ヴァルドルフの出身。両親は熱心なスキー愛好家で、シュミットも7歳からスキーを始めた。1994年、ドイツスキー協会のトレーナーはシュミットの才能に注目して「彼女は最高の選手になれる」と両親に話している。

### 1997年 - 1998年
1997年1月17日、当時15歳のシュミットはチェコのスピンドレルフ・ムリンで開催されたフリースタイルスキー・ヨーロッパカップのデュアルモーグルで初優勝を果たした。翌日のモーグルでも2位に入り、同年1月25日にシャンペリ（スイス）で開催された大会でもデュアルモーグルで優勝した。なお、ヨーロッパカップ以外の1997-1998季の主な成績では、フリースタイルスキー・ワールドカップで1998年3月10日のHundfjaellet（スウェーデン）大会のデュアルモーグル3位が最高成績であった。
1998年に開催された長野オリンピックの女子モーグルでは、ドイツ代表として出場した。女子モーグル種目は、飯綱高原スキー場を会場として1998年2月8日（予選）、2月11日（決勝）という日程で実施された。出場した28選手中で決勝に進めるのは、予選上位16選手までとなっていた。シュミットは2月8日の予選で総得点22.63点の記録で6位につけ、決勝に進んだ。2月11日の決勝では、日本の里谷多英が総得点25.06点で金メダルを獲得し、以下タチアナ・ミッターマイヤー（ドイツ）、カーリ・トロー（ノルウェー）が続いた。シュミットは総得点23.67点と予選より得点を伸ばしたが、結局9位となって入賞はならなかった。

### 1999年 - 2000年
1999年2月27日にユヴァスキュラ（フィンランド）で開催された国際ユース選手権では、モーグルで優勝した。同年3月14日、マイリンゲン・ハスリベルク（スイス）で開催された第7回フリースタイルスキー世界選手権のデュアルモーグルではカーリ・トローや上村愛子などを抑えて優勝した。
シュミットがワールドカップで初優勝したのは、1999年1月16日のスチームボート（Steamboat Springs、アメリカ）大会（デュアルモーグル）だった。通算では、ワールドカップで5回優勝し、世界選手権で1回優勝している。そのうち、2000年1月29日と1月30日の両日に開催されたワールドカップ斑尾大会ではデュアルモーグル（1月29日）、モーグル（1月30日）で連勝した。
ワールドカップなどで好成績を続けたシュミットは、2002年開催のソルトレークシティオリンピックで有力なメダル候補として期待されていた。しかし、世界のトップクラス選手となったシュミットの死は、突然のことであった。2000年11月11日、当時19歳のシュミットは、両親とともにオーストリアのカプルンで発生したケーブルカー火災事故に遭遇して死去した。